# Tristana Medeiros
 (mai 2025).
Tristana Medeiros Da Souza, connue en espagnol sous le nom de "La Niña Medeiros", est un personnage fictif et le principal antagoniste de la série de films REC. Créée par Jaume Balagueró et Paco Plaza, Medeiros a été introduite dans le premier film et a eu un rôle plus important dans REC 2. Elle fait également une apparition dans REC 3 : Genesis qui la révèle comme la cause principale de l'épidémie démoniaque. Ses origines sont racontées par le personnage lui-même dans la bande dessinée REC : Untold Stories, publiée en 2012 en même temps que Genesis. Medeiros est principalement interprétée par l'acteur espagnol Javier Botet dans la série.

## Arc du personnage

### Origines
La fille Medeiros était à l'origine une jeune fille portugaise nommée Tristana Medeiros Da Souza, qui vivait dans un couvent et travaillait comme cuisinière. Une nuit, alors qu'elle priait dans sa chambre, Tristana fut violée par un groupe de prêtres et fut retrouvée au matin par une nonne, apparemment morte. Les religieuses, craignant pour son âme, l'ont attachée à un lit et ont tenté un exorcisme pendant sa veille. Mais Tristana s'est réveillé, a réagi violemment aux prières religieuses du prêtre, a tué les religieuses en criant très fort, en brisant les fenêtres et en les empalant avec du verre. Elle a ensuite tué le prêtre assistant en le frappant à la tête avec un crucifix. Horrifiée, la religieuse qui a trouvé Tristana après le viol a réussi à la calmer en lui injectant un tranquillisant. Tristana, possédée, a été maîtrisée à l'aide de sédatifs et attachée à un crucifix, jusqu'à l'arrivée de prêtres du Vatican, dont le père Albelda. L'affaire a fait la une des journaux et, quelque temps plus tard, Tristana a été portée disparue.

### Isolement
D'une manière ou d'une autre, Albelda a transféré Medeiros dans un immeuble du centre de Barcelone, où le démon a été enchaîné dans le grenier et scellé derrière une porte qui ne s'ouvrait que dans l'obscurité la plus totale. En plus d'être un homme religieux, Albelda a mené des expériences scientifiques avec le sang de Medeiros, en utilisant des rats et des enfants de la région comme cobayes. Les tests lui ont révélé que l'origine de la possession était une enzyme particulière, qui s'était transformée en maladie infectieuse, se propageant par la salive et les fluides corporels. Plus tard, les autorités du Vatican lui ont ordonné de tuer la jeune fille possédée afin d'éviter toute contagion. Albelda empoisonna la nourriture de Medeiros, composée de chair humaine, et la lui offrit. Lorsque la créature s'est apparemment évanouie, Albelda a déverrouillé les chaînes et s'est soudainement réveillée, la poursuivant dans l'appartement. Albelda a grimpé dans les conduits d'aération, où les autres enfants infectés étaient piégés, et s'y est enfermée pour mourir. Medeiros est devenu une figure aveugle et émaciée, enfermée surnaturellement dans l'obscurité, jusqu'à ce qu'il trouve une issue lorsqu'Angela et Pablo sont entrés dans le grenier.

### Liberté
Le père Albelda a utilisé des rats pour tester l'infection, et comme les animaux ont réussi à s'échapper, le virus a quitté le grenier. Angela Vidal, journaliste, a suivi un groupe de pompiers et leur caméraman Pablo jusqu'à l'immeuble, où ils se sont retrouvés en quarantaine avec les habitants. Après que le virus démoniaque a infecté tout le monde sauf Angela et Pablo, les deux survivants ont été rassemblés dans l'appartement du dernier étage. Dans la pièce sombre, ils ont trouvé des journaux relatant l'affaire Medeiros et les dossiers d'Albelda sur ses expériences. Comme il n'y avait pas de lumière, ils ne pouvaient voir Medeiros que par infrarouge, et elle a pu s'échapper et les attaquer. Le démon saisit Angela et insère un organisme vermiforme dans la bouche de la femme, possédant son corps et acquérant la capacité de sortir de l'obscurité, et donc du grenier.
Plus tard dans la nuit, quelques étages plus bas, il rencontre un prêtre du Vatican, le père Owen, qui est entré dans l'immeuble avec une équipe du GEO, à la recherche du sang de Medeiros pour créer un antidote. Le démon s'est fait passer pour Angela et a suivi l'équipe dans le grenier, où l'être démoniaque se cachait encore d'une manière ou d'une autre. Angela tire alors une balle dans la tête de la créature, et le démon reprend son corps, prêt à quitter les lieux. Comme Owen ne voulait laisser personne quitter le bâtiment, Medeiros l'a tué et a simulé sa voix à la radio, affirmant que ce n'était qu'un démon.

## Le virus
La bande dessinée Historias Ineditas, qui est en grande partie une préquelle à la série de films, suggère que pendant qu'elle était dans le grenier, Medeiros a pu se souvenir de sa vie de jeune fille "pure et belle", et qu'elle vivait dans la tristesse parce qu'elle était possédée par quelque chose de maléfique. Le deuxième film affirme que le démon qui est en elle peut contrôler les personnes infectées et communiquer à travers elles, et le troisième film présente Medeiros comme le reflet des personnes infectées dans le miroir, ce qui renforce l'idée qu'elle est le germe de l'épidémie.
Malgré ses origines surnaturelles, le virus démoniaque est décrit comme un virus courant dans le sang humain. Le moment de l'apparition des symptômes varie selon le groupe sanguin, certaines personnes se transformant immédiatement en créatures assoiffées de sang, tandis que d'autres prennent le temps de languir avant que le virus n'agisse. Le corps possédé peut être arrêté par des forces religieuses telles que la récitation des écritures, généralement évoquée par un prêtre. Le démon de Medeiros se manifeste lorsqu'il est contraint par la religion, lors d'un rituel de type exorcisme. Il manifeste également la capacité troublante d'imiter la voix d'autrui pour tromper et attaquer ses victimes.
À l'instar de l'"infestation" (une forme supposée de possession démoniaque), elle peut également toucher les animaux. Outre Max, le chien de Jennifer, la bande dessinée Untold Stories explore une épidémie dans un zoo, dont les animaux infectés (y compris le cadavre de Snowflake, le gorille albinos) s'échappent plus tard, la même nuit que celle où se déroulent les événements des premier et deuxième films.
Selon le troisième film, l'épidémie est en fait le début (la genèse) de la liberté des démons qui ont réussi à s'échapper des ténèbres dans lesquelles Dieu les avait enfermés. Dans cette optique, la créature de Medeiros des deux premiers films semble exister sur un plan de réalité légèrement différent de celui des autres : elle ne peut être vue (et ne peut attaquer et infecter d'autres personnes) que dans l'obscurité la plus totale. Tout comme la créature se révèle lorsque la vision nocturne d'une caméra est activée, la géographie de l'appartement où elle était confinée change également dans l'obscurité : lorsqu'un membre de l'unité GEO est traîné dans une baignoire remplie d'eau dans l'appartement et que la lumière est allumée, la baignoire a été remplacée par un évier plus traditionnel et l'homme a disparu.